# Iter Italicum
L'Iter Italicum è un elenco di manoscritti umanistici rinascimentali, compresi in un periodo dal 1350 al 1600 circa, provenienti da biblioteche in tutto il mondo, curato da Paul Oskar Kristeller. Le opere elencate sono prevalentemente in lingua italiana o latina e di argomento filosofico, scientifico, filologico e letterario. L'opera, in lingua inglese, venne originariamente pubblicata da Brill e Warburg Institute in sei volumi (più tre supplementi) tra il 1963 ed il 1999 e rappresenta un utile testo di riferimento per gli studiosi. Il titolo Iter Italicum riprende quello di due studi storici del XIX secolo, rispettivamente di Friedrich Bluhme (1824-1836) e Julius von Pflugk-Harttung (1883).

## Volumi
- Volume I: Italy: Agrigento to Novara (prima edizione: 1963; ristampe: 1965, 1977)
- Volume II: Orvieto to Volterra. Vatican City (1977)
- Volume III: Alia Itinera I. Australia to Germany (1983)
- B.D. Kent, R. Raine, Index to Vol. III: Alia itinera 1 (1987)
- Volume IV: Alia Itinera II. Great Britain to Spain (1989)
- Volume V: Alia Itinera III and Italy III. Sweden to Yugoslavia, Utopia, Supplement to Italy (A-F) (1990)
- Volume VI: Alia Itinera IV. Supplement to Italy (G-V), Supplement to Vatican and Austria to Spain (1991)
- J. Wardman et al., Index and Addenda to Vol V: Alia Itinera III: Sweden to Yugoslavia, Utopia. Italy III: Supplement to Italy (1993)
- A Cumulative Index to Volumes I-VI  (1999)